# Абдул Самед, Салис
Салис Абдул Самед (род. 26 марта 2000, Гана) — ганский футболист, полузащитник французского клуба «Ланс» и национальную сборную Ганы, выступающий на правах аренды за английский «Сандерленд». Участник чемпионата мира 2022 года.

## Клубная карьера
24 июля 2019 года Абдул Самед перешёл в французский клуб «Клермон» на правах двухлетней аренды из Академии JMG. 27 августа 2019 года дебютировал в составе клуба в матче Кубка лиги, проигранном «Лансу» (2:2, 4:5 по пенальти). В сезоне 2020/2021 он принял участие в историческом выходе клуба в чемпионат Франции, выйдя на поле в шести матчах. 12 июля 2021 года Абдул Самед перешёл в «Клермон» на постоянной основе и подписал четырёхлетний контракт. 8 августа 2021 года впервые вышел на поле в Лиге 1 в первом туре сезона 2021/2022 против «Бордо» (2:0).
24 июня 2022 года Абдул Самед подписал пятилетний контракт с «Лансом», сумма трансфера составила 5 миллионов евро. Свой первый гол за «Ланс» он забил в пятом туре сезона 2022/2023 против «Лорьяна».

## Карьера в сборной
В декабре 2021 года был включён в предварительную заявку национальной сборной Ганы на Кубок африканских наций, но в итоговый состав не попал. В 2022 году дебютировал в официальных матчах в составе сборной в матче против Швейцарии (2:0). В том же году был включен в её заявку на чемпионат мира в Катаре, где был основным игроком и выходил на поле во всех трёх матчах группового этапа.